# Future Pop
Future Pop je šesté studiové album japonské dívčí skupiny Perfume, které vyšlo 15. srpna 2018 přes Universal Music Japan a Perfume Records. Album debutovalo na prvním místě žebříčku Oricon Weekly Albums Chart se 79 282 prodanými kopiemi v prvním týdnu vydání, což z něj v Japonsku učinilo jejich sedmé album číslo jedna. Album také získalo své první číslo jedna v žebříčku Oricon Weekly Digital Albums se 7 396 staženími.

## Seznam skladeb
Všechny písně napsal, zaranžoval a produkoval Jasutaka Nakata.
1. „Start-Up“ – 0:54
2. „Future Pop“ – 3:03
3. „If You Wanna“ – 2:43
4. „Tokyo Girl“ – 4:27
5. „Fusion“ – 4:32
6. „Tiny Baby“ – 3:42
7. „Let Me Know“ – 3:26
8. „Čórairin“ (超来輪) – 3:15
9. „Mugen Mirai“ (無限未来) – 3:42
10. „Hóseki no Ame“ (宝石の雨) – 3:59
11. „Tenkú“ (天空) – 4:40
12. „Everyday“ – 3:47